# Cuculus lepidus
Il cuculo della Sonda (Cuculus lepidus Müller, 1845) è un uccello della famiglia Cuculidae.

## Distribuzione e habitat
Questo uccello vive dalla Malaysia peninsulare, attraverso le maggiori isole indonesiane (Sumatra, Giava, Borneo, etc.), fino alle Piccole Isole della Sonda.

## Tassonomia
Cuculus lepidus non ha sottospecie, è monotipico.